# Robin Juhlin
Robin Juhlin (Kil, ...) è un giocatore di football americano svedese che milita nel ruolo di wide receiver per i Carlstad Crusaders.
Nel 2019 ha giocato coi tedeschi Allgäu Comets.

## Palmarès
- 2 SM-Final (Carlstad Crusaders, 2020, 2024)